# Garmisch Challenger 1994
Il Garmisch Challenger 1994 è stato un torneo di tennis facente parte della categoria ATP Challenger Series nell'ambito dell'ATP Challenger Series 1994. Il torneo si è giocato a Garmisch in Germania dal 28 febbraio al 6 marzo 1994 su campi in sintetico indoor.

## Vincitori

### Singolare
Karol Kučera ha battuto in finale  Sláva Doseděl con il punteggio di 6–3, 6–2

### Doppio
Patrik Kühnen /  Alexander Mronz hanno battuto in finale  Thomas Gollwitzer /  Brent Haygarth con il punteggio di 6–4, 6–2